# روبرت ميتشوم
روبرت ميتشوم (بالإنجليزية: Robert Mitchum)‏ اسمه الكامل روبرت تشارلز دورمان ميتشوم (6 أغسطس 1917 - 1 يوليو 1997) هو ممثل، كاتب، ومغني أمريكي، احتل المرتبة الثالثة والعشرين في قائمة معهد الفيلم الأمريكي 100 عام و100 ممثل، لمع نجمه لتأديته العديد من الأدوار في أفلام الجريمة.

## السيرة السينمائية
بدأت حياته المهنية بممارسة مهن متفرقة؛ من عامل منجم، إلى مساعد متنبئ فلكي، إلى ملاكم إلى عامل في مصنع للطائرات. أما مسيرته الفنية فقد باشرها ممثلاً في مسارح الهواة، فقد مثّل بدءاً من عام 1942 أدواراً صغيرة عدة في Hopalong Cassidy وهي سلسلة سينمائية من أفلام الغرب الأمريكي، وقد نجح في هذه الأدوار لدرجة أنه مثل في عام 1943 نحو 18 فيلماً. وفي عام 1944 مثّل أول دور مهم، وذلك في فيلم الإثارة When Strangers Marry، تلا ذلك، في العام نفسه، أداء دوره في فيلم  Thirty Seconds over Tokyo.
كان عام 1945 منعطفاً حاسماً في السيرة الفنية لروبرت ميتشوم إذ مثّل على نحو لافت دور الملازم والكر في فيلم Story of G.I. Joe مما رشحه لنيل جائزة الأوسكار لأفضل دور ثانوي.
بعد ذلك، ولسنوات عدة مثل في العديد من أفلام الجريمة والإثارة، قدم فيها بعضاً من أفضل أدواره مثل: Pursued، و Crossfire، و Out of the Past وجميعها في عام 1947، وفيلم the Big Steal (1949). وفي عام 1954 مثّل مع مارلين مونرو في بداية شهرتها السينمائية في فيلم River of No Return. وفي العام التالي لعب دور الواعظ الكاذب الذي يعمل في حقيقة الأمر قاتلاً مأجوراً في فيلم The Night of the Hunter .

ميتشوم في فيلم ليلة الصياد

من أفلام ميتشوم الناجحة في تلك المرحلة أيضاً, فيلم المغامرات Heaven Knows, Mr. Allison في 1957، وفيلم Thunder Road في عام1958 ، والفيلم الكوميدي The Grass Is Greener في 1960، وبطلب من الحكومة الأمريكية بين عامي 1966 و1967، قام بزيارات عدة إلى فيتنام بصفة مراقب.
في عام 1967 مثّل روبرت ميتشوم مع جون وين دوراً في فيلم El Dorado. وفي عام 1970 مثّل في فيلم المخرج ديفيد لين في الفيلم الميلودرامي Ryan’s Daughter. قال عنه ديفيد لين: «إنه بمجرد حضوره يحول أي ممثل تقريباً إلى ثقب على الشاشة».
وأدى بعد ذلك دور التحري الخاص (فيليب مارلو) في فيلم Farewell, My Lovely في 1975 المأخوذ عن رواية ريموند شاندلر، وقد كرر هذا الدور عام 1978 في فيلم آخر لم يلق نجاحاً كبيراً هو The Big Sleep.
في الثمانينيات اتجه ميتشوم للعمل في التلفاز فظهر في عدة مسلسلات Winds of War في 1983 و North and South في 1985 ومن أفضل أعماله الأخيرة دور ليس كبيراً في 1995 في فيلم Dead Man .

## المهنة الموسيقية
دخل ميتشوم عالم الموسيقى وأصدر ألبومه الغنائي الأول في عام 1957 بعنوان Calypso — is like so... , وفي عام 1967 صدر ألبومه الثاني والأخير That Man Robert Mitchum...Sings ,كما كان له عدة أغاني منفردة مثل The Ballad of Thunder Road و Little Old Wine Drinker Me و You Deserve Each Other .

## وفاته
توفي روبرت ميتشوم في سانتا باربارا بولاية كاليفورنيا وهو في التاسعة والسبعون من عمره متأثرا بسرطان الرئة والنفاخ الرئوي .

## روابط إضافية
- روبرت ميتشوم على موقع IMDb (الإنجليزية)
- روبرت ميتشوم على موقع الموسوعة البريطانية (الإنجليزية)
- روبرت ميتشوم على موقع روتن توميتوز (الإنجليزية)
- روبرت ميتشوم على موقع مونزينجر (الألمانية)
- روبرت ميتشوم على موقع ألو سيني (الفرنسية)
- روبرت ميتشوم على موقع ميوزك برينز (الإنجليزية)
- روبرت ميتشوم على موقع تيرنر كلاسيك موفيز (الإنجليزية)
- روبرت ميتشوم على موقع أول موفي (الإنجليزية)
- روبرت ميتشوم على موقع قاعدة بيانات الأفلام السويدية (السويدية)
- روبرت ميتشوم على موقع إن إن دي بي (الإنجليزية)